# Svatá Oda
Svatá Oda Skotská (kolem 680 – kolem 726) byla žena, podle tradice skotského původu která se v Nizozemsku stala světicí.

## Život
Oda se narodila slepá a její otec ji poslal na pouť do Lutychu, k ostatkům sv. Lamberta. Během modliteb ke sv. Lambertovi byla ze slepoty zázračně vyléčena. V souvislosti s tím se rozhodla zasvětit svůj život Bohu a vrátila se do Skotska. Podle záznamů ze 13. století ji chtěl její otec vdát. Kvůli svému slibu však utekla přes Severní moře. Po pouti do Říma a kláštera Monte Sant'Angelo sul Gargano se rozhodla žít na lesní mýtině na místě známém jako Sint-Oedenrode (dnešní nizozemské město) v Nizozemí („rode“ bylo v nizozemštině označení pro malý otevřený lesní prostor).
Prameny ze 16. století popisují, jak se Oda modlila v různých vesnicích v Nizozemsku a Belgii a byla vyrušována strakami. Utekla od nich ale ptáci ji zavedli na lesní mýtinu.

## Ikonografie
Svatá Oda bývá obvykle zobrazována v dlouhých modrých šatech, s jedním odhaleným ramenem. Často svírá v ruce hůl nebo knihu (symbol jejího vyléčení ze slepoty). Někdy je zobrazena se strakou na ruce a s královskou korunou pod jejíma nohama (symbol odmítnutí pozemského království svého otce).

## Uctívání
Kousky její lebky a zuby jsou uchovávány v kostele sv. Martina v Sint-Oedenrode. Na zahradě kostela se nachází kaple zasvěcená Odě, kde jsou umístěny různé její sochy a malby. Poutníci navštěvují sv. Odu pro vyléčení očních chorob a nemocí souvisejících s hlavou.